# Nordkurve
Nordkurve ist ein deutscher Fußballfilm aus dem Jahr 1993. Nach Die Abfahrer und Jede Menge Kohle ist Nordkurve der dritte Teil der Ruhrgebietstrilogie von Regisseur Adolf Winkelmann.

## Handlung
Ein Bundesliga-Samstag im Ruhrpott: Union Dortmund kämpft im heimischen Stadion gegen den Abstieg und gegen den Ruin. Unterschiedliche Menschen bereiten sich auf das entscheidende Spiel am Nachmittag vor. Der junge Ersatzspieler Clemens Niebisch fiebert seinem ersten Einsatz entgegen, und der Wirt Teddy, dessen Frau Uschi ein Verhältnis mit Niebisch hat, schlägt sich mit Fans herum, die sich schon vor dem Spiel in seiner Kneipe betrinken. Teddy, ein ehemaliger Star der Mannschaft, ist ein ruhiger, konfliktscheuer Typ. Mit einem alten Fan hat er an diesem Morgen im Lkw wieder mal Hunde für Tierversuche an eine Kosmetikfirma verschoben, während sich seine Frau mit Niebisch vergnügte. Niebischs ehrgeiziger Vater, der für die Karriere seines Sohnes den Beruf aufgegeben hat, um ihn zu „managen“, war erbost bei der Nutte aufgetaucht und hatte ihn wieder im Hotel abgeliefert. Uschi liebt Teddy im Grunde immer noch, sie will ihn dazu bringen, sich energischer für das Geschäft einzusetzen. Die Gedanken des Vereinspräsidenten Vischering kreisen derweil um eine mögliche Einladung ins Aktuelle Sportstudio und die attraktive Journalistin Nicole Hassel. Sie will einige wichtige Leute interviewen und über die Lage des Vereins berichten. Ein Zeitungsreporter, der Radiomoderator Szestecki und der Spieler Kaukureit sind in einen Wettbetrug verwickelt. Schatzmeister Dennemann versucht die Banken zu besänftigen; eigene Pläne verfolgt der zwielichtige Spielervermittler Roland F. Beyer: der Kotzbrocken strebt nach einer günstigen Position im Verein und will Uschi ins Bett kriegen. Als Gegenleistung stellt er in Aussicht, ihr die Lizenz für die Stadionbewirtschaftung zu beschaffen. Uschi denkt nicht daran, mit Beyer intim zu werden, fährt aber am Nachmittag mit ihm davon – nur um Teddys Eifersucht anzustacheln. Trotz aller Überwachungskameras und eines großen Aufgebots kann die Polizei nicht verhindern, dass randalierende Fans, die der polizeibekannte Rowdy Hupsi angestiftet hat, eine Frittenbude in Brand setzen. Die Feuerwehr rät zu Abbruch und Stadionräumung, was vom Management abgetan wird.
Das Spiel beginnt und Union gerät schnell ins Hintertreffen, kann aber den Anschlusstreffer erzielen. Uschi ist mit Beyer im Stadion, während Teddy dumpf brütend hinter dem Tresen seiner Kneipe steht und die Frotzeleien einiger alter Stammgäste über sich ergehen lässt. Beim Stand von 1:2 soll Niebisch tatsächlich noch für den schwer gefoulten Stürmer Kaukureit eingewechselt werden. Außer sich fordert der Trainer der Union die Rote Karte, Fans randalieren und klettern über den Zaun, das Spiel wird unterbrochen. Angesichts der hochgepeitschten Emotionen gehen dem jungen Niebisch jedoch die Nerven durch. Ihn verlässt der Mut und er geht unbemerkt aus dem Stadion. Ein anderer Spieler wird an seiner Stelle eingewechselt und kann per Kopfball doch noch den Ausgleich erzielen, was die angespannte Situation etwas erleichtert. Nach dem Spiel irrt Niebisch, immer noch im Trikot, durch die Innenstadt. Schließlich wird er von Hupsi und seinem Spießgesellen aufgegriffen, verspottet und misshandelt. In Teddys Kneipe ist man sich uneins, ob man angesichts des Unentschiedens die Vereinsfahne hissen soll, die eigentlich nur für Siege vorgesehen ist. Zum Ärger von Präsident Vischering bleibt die Einladung ins Sportstudio zunächst aus. Auch bei Nicole kann der aufdringliche Macho, der sich für unwiderstehlich hält, nicht landen. Dennemann kann zumindest den sofortigen Bankrott abwenden; die Finanzlage des Vereins bleibt jedoch ungewiss. Roland F. Beyer setzt die Vereinsführung daraufhin unter Druck: ein avisierter Star namens Carabacho stehe bereits bei ihm unter Vertrag, ebenso wie auch die meisten Spieler der Mannschaft. Der Verein könne sich den Star im Grunde nur bei ihm leihen. Vischering geht auf die Erpressung ein und gibt Beyer zu verstehen, dass er Schatzmeister wird. Der bisherige Schatzmeister lehnt dieses Geschäftsgebaren zunächst empört als unseriös ab, erkennt dann aber resigniert, dass seine Zeit abgelaufen ist. Für die kurzfristig doch noch erfolgte Einladung ins Sportstudio ist dann auch gleich Beyers Privatmaschine nützlich. In Teddys Kneipe fließt der Alkohol mittlerweile in Strömen. Als Beyer dort auftaucht – er will Uschi nach Mainz mitnehmen – fasst sich Teddy ein Herz, schlägt ihn zusammen und verfrachtet ihn ins Auto zu den Vischerings. Mit diesem Auftritt hat Teddy Uschis Herz zurückerobert, während Beyer, arg ramponiert, mit Vischering im Sportstudio zu sehen ist; wutentbrannt stürzt der ehemalige Schatzmeister Dennemann den Fernseher zu Boden. Der Tag rundet sich nun doch ab, die Fans in der Kneipe singen und saufen sich langsam in Trance. Auch für den armen Clemens Niebisch nimmt er einen freundlichen Ausklang, als sich die Tochter des Hauses fürsorglich um die Blessuren des verlorenen Sohns kümmert.

## Kritiken
- Die Zeitschrift prisma schreibt in ihrer Online-Ausgabe: „Ein entscheidendes Spiel steht an und die Menschen in der Nordkurve haben nur ihr Vergnügen im Kopf [...] Dieses Milieu hat Regisseur Adolf Winkelmann in seinem Film thematisiert. Dabei schlägt er zwar über die Stränge, kann dies aber durch stilisierte Bilder und Toneffekt wieder auffangen.“[1]
- Cinema online: „Irrwitziges Kaleidoskop deutscher Realität.“[2]

## Auszeichnungen
Renate Krößner wurde 1993 als beste Darstellerin mit dem Deutschen Filmpreis ausgezeichnet, Adolf Winkelmann für die beste Regie und den besten Schnitt. Der Film war außerdem als bester Film nominiert, die Auszeichnung ging aber an Sönke Wortmanns Kleine Haie. 

## Sonstiges
- Der Verein Union 86 ist fiktiv, jedoch stark an Borussia Dortmund angelehnt. Als Drehort für die Geschehnisse im Stadion sowie dessen direktem Umfeld diente entsprechend das Westfalenstadion. Nordkurve schildert den Fanalltag jedoch nicht authentisch, sondern möchte vielmehr „das Lebensgefühl im Fußball-Fieber in wirkungsvollen Bildern beschreiben“.
- Der Drehort Westfalenstadion war zum Drehzeitpunkt rechteckig und ohne ausgebaute Ecken und Tribünen. Die Schmalseiten sind gerade und werden bis heute Tribünen genannt, entsprechend gibt es dort gar keine Nordkurve; zudem sind die Heimanhänger in Dortmund auf der gegenüber liegenden Südseite zu Hause. Pikanterweise bildet stattdessen die Nordkurve in der Veltins-Arena sowie zuvor im Parkstadion das Rückgrat des Dortmunder Erzrivalen Schalke.
- Die Filmlänge entspricht der eines Fußballspiels: 90 Minuten (ohne Verlängerung).